# 덕산 이씨
덕산 이씨(德山李氏)는 충청남도 예산군 덕산면을 본관으로 하는 한국의 성씨이다. 시조는 고려에서 덕풍호장을 지낸 이존술(李存述)이다.

## 참고 자료
- “덕산이씨(德山李氏)”. 뿌리를 찾아서.[깨진 링크(과거 내용 찾기)]